# デニス・ヴァークラー
デニス・ヴァークラー（Dennis Virkler、1941年11月23日 - 2022年9月15日）は、アメリカ合衆国の編集技師。1973年より40作以上の映画を編集している。
アカデミー編集賞にはこれまでに二度ノミネートされた。アメリカ映画編集者協会のメンバーである。
2022年9月15日、心不全で死去。80歳。

## 主なフィルモグラフィ
- 大襲来!吸血こうもり Chosen Survivors (1974)
- ザナドゥ Xanadu (1980)
- Oh!ベルーシ絶体絶命 Continental Divide (1981)
- シャーキーズ・マシーン Sharky's Machine (1981)
- フライングハイ2/危険がいっぱい月への旅 Airplane II: The Sequel (1982)
- シャイなラブレター Secret Admirer (1985)
- レッド・オクトーバーを追え! The Hunt for Red October (1990) - 第63回アカデミー賞編集賞ノミネート
- フリージャック Freejack (1992)
- 沈黙の戦艦 Under Siege (1992)
- 逃亡者 The Fugitive (1993) - 第66回アカデミー賞編集賞ノミネート
- バットマン・フォーエヴァー Batman Forever (1995)
- デビル The Devil's Own (1997)
- バットマン&ロビン Mr.フリーズの逆襲 Batman & Robin (1997)
- ダイヤルM A Perfect Murder (1998)
- コラテラル・ダメージ Collateral Damage (2002)
- デアデビル Daredevil (2003)
- イントゥ・ザ・ブルー Into the Blue (2005)
- ザ・フォッグ The Fog (2005)
- 守護神 The Guardian (2006)
- A Fork in the Road (2009)
- ウルフマン The Wolfman (2010)
- シャーク・ナイト Shark Night 3D (2011)